# Christos Sartzetakis

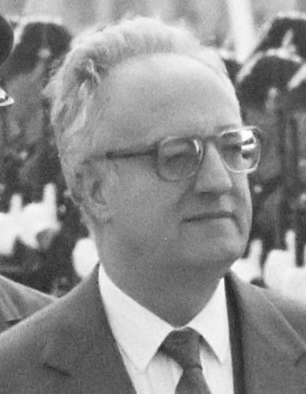
Christos Sartzetakis (1989)

Christos Sartzetakis (griechisch Χρήστος Σαρτζετάκης, * 6. April 1929 in Thessaloniki; † 3. Februar 2022 in Athen) war ein griechischer Jurist und Präsident Griechenlands von 1985 bis 1990.

## Leben
Der Vater von Christos Sartzetakis stammte aus Kandanos auf Kreta, seine Mutter aus der Nähe von Florina in Westmakedonien. Er studierte Rechtswissenschaften an der Universität von Thessaloniki und arbeitete anschließend ab 1954 als Anwalt. 1955 erhielt er die Zulassung zum Richteramt. Später trat er als Richter in den Staatsdienst. Als Amtsrichter arbeitete er von 1957 bis 1959 in Thessaloniki, von 1959 bis 1962 in Agrinion und ab 1962 erneut in Thessaloniki.
Als Untersuchungsrichter war Sartzetakis für die Ermittlungen des vermeintlichen „Unfalls mit Todesfolge“ des Abgeordneten Grigoris Lambrakis am 22. Mai 1963 in Thessaloniki zuständig. Er deckte diesen Unfall als Mordkomplott auf und wies Verstrickungen von Polizei, Militär, Justiz, Regierungsverantwortlichen und rechtsextremen Kreisen nach. Dieser Fall liegt Costa-Gavras bekanntem Film Z nach dem gleichnamigen Buch von Vassilis Vassilikos zugrunde.
Sartzetakis ging für ein Postgraduiertenstudium des Handels- und Europarechts nach Paris an die Faculté de Droit et des Sciences Économiques de Paris und Centre Universitaire des Études des Communautés Européennes. 1967 wurde er nach dem Putsch der Obristen nach Griechenland zurückgerufen und im Mai 1968 seiner Funktion als Richter enthoben.
Nach seiner Amtsenthebung wurde er unter dem Obristen-Regime zweimal verhaftet. Beim zweiten Mal blieb er insgesamt rund ein Jahr in Haft, wobei er die ersten 50 Tage im Gefängnis der EAT-ESA, einer von der Diktatur gegründeten und für ihre Methoden berüchtigten Verhörabteilung der Militärpolizei, stark gefoltert wurde. Danach wurde er im Gefängnis Athen-Korydallos festgehalten, ohne dass er jemals vor Gericht gestellt wurde. Am 19. November 1971 wurde Sartzetakis auf internationalen Druck hin, vor allem seitens Frankreichs, schließlich freigelassen.
Nach der Wiedererrichtung der Demokratie in Griechenland wurde Sartzetakis im September 1974 als Richter am Athener Oberlandesgericht wiedereingesetzt und 1981 zum Vorsitzenden des Oberlandesgerichts Nafplion berufen. Im Oktober 1982 wurde er Richter am Areopag, dem Obersten Gerichtshof Griechenlands.
Am 29. März 1985 wurde Sartzetakis durch das griechische Parlament auf Vorschlag von Premierminister Andreas Papandreou (PA.SO.K.) mit 180 von 300 Stimmen zum Staatspräsidenten gewählt und am folgenden Tag vereidigt. Sartzetakis war und blieb parteilos. Am 5. Mai 1990 wurde er von seinem Vorgänger im Präsidentenamt, Konstantinos Karamanlis, abgelöst.
Er war verheiratet mit Efi Argyriou und hatte mit ihr eine Tochter.